# Rudy Giuliani
Rudolph William Louis «Rudy» Giuliani (Nueva York, 28 de mayo de 1944) es un político y abogado estadounidense que se desempeñó como el 107.º alcalde de la ciudad de Nueva York de 1994 a 2001. Políticamente demócrata y luego independiente en la década de 1970, ha sido republicano desde la década de 1980. Se desempeñó como fiscal general adjunto de los Estados Unidos de 1981 a 1983 y fiscal de los Estados Unidos para el Distrito Sur de Nueva York de 1983 a 1989.
Giuliani dirigió en los años ochenta el procesamiento federal de los jefes de la mafia de la ciudad de Nueva York como Fiscal Federal para el Distrito Sur de Nueva York. Después de una fallida campaña electoral para la alcaldía de la ciudad de Nueva York en 1989, tuvo éxito en 1993 y fue reelegido en 1997, basándose en una plataforma de dureza contra el crimen. Dirigió la controvertida "limpieza cívica" de Nueva York como su alcalde de 1994 a 2001. El alcalde Giuliani designó como nuevo comisionado de policía de la ciudad de Nueva York a un forastero, William Bratton. Reformando la administración y las prácticas policiales del departamento de policía, ambos aplicaron la teoría de las ventanas rotas, que atribuyen al desorden social, como el deterioro y el vandalismo, el atraer a adictos merodeadores, mendigos y prostitutas, seguidos de delincuentes graves y violentos. En particular, Giuliani se centró en eliminar a los mendigos y los clubes sexuales de Times Square, promoviendo un ambiente de "valores familiares" y un regreso al enfoque anterior del área en los negocios, el teatro y las artes. A medida que las tasas de criminalidad caían abruptamente, muy por encima del ritmo nacional promedio, Giuliani fue ampliamente reconocido, pero los críticos posteriores citan otros factores contribuyentes. En 2000, se enfrentó a la entonces primera dama, Hillary Clinton, por un escaño en el Senado de los Estados Unidos por Nueva York, pero abandonó la carrera una vez que le diagnosticaron cáncer de próstata. Por su liderazgo como alcalde tras los ataques terroristas del 11 de septiembre de 2001, fue llamado "el alcalde de América". También considerado Persona del año en 2001 por la revista Time, fue nombrado caballero en 2002 por la reina Isabel II del Reino Unido.
En 2002, Giuliani fundó una empresa de consultoría de seguridad, Giuliani Partners, y adquirió, pero luego vendió, una firma de banca de inversión, Giuliani Capital Advisors. En 2005, se incorporó a un bufete de abogados, rebautizado como Bracewell & Giuliani. Al competir por la nominación presidencial del Partido Republicano en 2008, Giuliani era uno de los primeros favoritos, pero le fue mal en las elecciones primarias, retirándose para respaldar al posterior candidato del partido, John McCain.
Declinando postular para gobernador de Nueva York en 2010 y para la nominación presidencial republicana en 2012, se enfocó en las actividades de sus empresas comerciales. Además, ha sido llamado frecuentemente para hablar en público, hacer comentarios políticos y apoyar a campañas de candidatos republicanos.
En abril de 2018 se unió al equipo legal del presidente Donald Trump. Sus actividades como abogado de Trump han regresado a Giuliani al escrutinio de los medios, incluyendo acusaciones de corrupción y lucro cesante. A fines de 2019, se reportó que Giuliani estaba bajo investigación federal por violar las leyes de cabildeo, y posiblemente varios otros cargos, como figura central en el escándalo Trump-Ucrania, que devino en el juicio político de Donald Trump. Después de las elecciones presidenciales de 2020, representó a Trump en muchas demandas presentadas en un intento de anular los resultados electorales, haciendo acusaciones de fraude en los lugares de votación y la existencia de una conspiración comunista internacional.
En diciembre de 2023, fue condenado a pagar 148 millones de dólares por acusar de fraude electoral a dos trabajadoras electorales en 2020. Tras este hecho, Giuliani se declaró en bancarrota.

## Primeros años
Giuliani nació en Brooklyn (Nueva York) y se crio en Garden City South en Long Island. Sus padres, hijos de inmigrantes italianos, son Harold Angel Giuliani y Helen C. D'Avarizo. Estudió en el Colegio de Manhattan antes de graduarse cum laude en Derecho por la Universidad de Nueva York en 1968. 
Giuliani está casado con Judith Nathan; este es su tercer matrimonio. Tiene dos hijos de su segundo matrimonio con Donna Hanover, Andrew y Caroline, y una hijastra con Judith, Whitney. El primer matrimonio de Giuliani, con Regina Peruggi, fue anulado después de catorce años, según Giuliani, debido a que descubrió que él y su mujer eran primos de segundo grado. La pareja no tuvo hijos. 
En mayo de 2000, el New York Daily News dio la noticia de que Giuliani tenía una relación con quien se transformaría en su tercera esposa, Giuliani convocó una conferencia de prensa para anunciar que se iba a separar de Donna Hanover. Hanover, sin embargo, aparentemente no tenía noticias de los planes de su marido antes de la conferencia.
Giuliani es un seguidor entusiasta de los New York Yankees y asiste habitualmente a los partidos del equipo.

## Carrera política
Nada más convertirse en abogado, prefirió la acusación a la defensa y se unió a la oficina del fiscal de distrito de Nueva York, para saltar poco después a Washington.
A los 29 años fue nombrado jefe de la Unidad de Narcóticos y fue ascendido al cargo de abogado ejecutivo de Estados Unidos. En 1975 llegó a Washington, donde fue nombrado auxiliar asociado del fiscal general y jefe de Personal del asistente del fiscal general de los Estados Unidos. 
Su brillante carrera le convirtió, con 37 años, en asistente del fiscal general de Estados Unidos, William French Smith (1981-1983). Desde este cargo, Giuliani supervisó la totalidad de las agencias federales dependientes del Departamento de Justicia: la Oficina de Correccionales, la Agencia Federal contra las Drogas y la Oficina de Comisarios.
Dos años después, en 1983, fue nombrado fiscal del distrito sur de Nueva York, donde encabezó la lucha contra el narcotráfico y el crimen organizado, que por aquel entonces estaba dominado por las Cinco Familias de la Mafia de Nueva York. Pudo presumir de haber ganado 4,152 casos y perdido solo 25 durante su etapa como Fiscal de Distrito. Su férrea lucha contra la corrupción fue el primer reconocimiento que tuvo de sus conciudadanos. Un aplauso que, sin embargo, no consiguió elevarle a la alcaldía en su primer intento, en 1989, cuando perdió por el margen más estrecho de la historia de la ciudad de Nueva York.

## Alcalde de Nueva York (1994-2002)
En 1993 volvió a presentarse y fue elegido alcalde de Nueva York por el Partido Republicano. Se convertía así en el alcalde número 107 en la historia de la ciudad, después de una campaña enfocada en el debate sobre la calidad de vida de los neoyorquinos. En 1997 salió reelegido por amplio margen, saliendo ganador en cuatro de los cinco distritos de la ciudad. Su mandato como alcalde giró en torno a tres puntos principales: la lucha contra el crimen, el desarrollo económico y la educación. 
Bajo su administración, el crimen general se redujo en un 65 % y los asesinatos se redujeron en un 70 % en  la ciudad de Nueva York, que era conocida en el mundo entero por sus peligrosas calles. El éxito se debió a la promulgación de la llamada Estrategia Policíaca Número Cinco, la cual tuvo como tarea «reclamar los espacios públicos de Nueva York».[cita requerida]

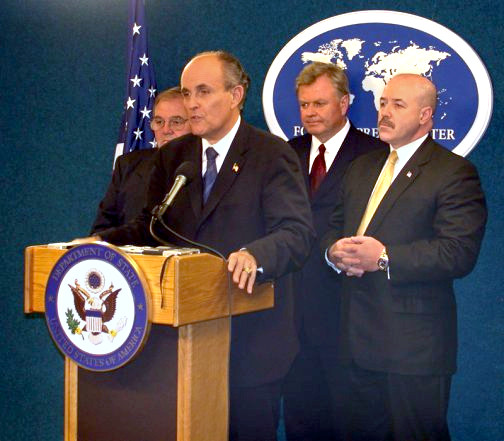
El Alcalde de Nueva York, Rudy Giuliani, en conferencia de prensa.

Las estrategias de aplicación de la Ley en la ciudad se convirtieron en modelo para otras ciudades del mundo. [cita requerida] Particularmente el programa municipal CompStat que ganó en 1996 el Premio de Innovaciones en el Gobierno que entrega la Universidad de Harvard. Aunque no faltaron escándalos de abusos policiales a delincuentes.
Giuliani decretó más de 2500 millones de dólares en reducciones tributarias, incluyendo el impuesto sobre arriendos comerciales, el impuesto de renta, y el impuesto de ocupación hotelera. Estas reformas, junto con la disciplina fiscal, le permitieron convertir en superávit el déficit presupuestario de 2300 millones de dólares que había heredado de su predecesor.[cita requerida] Esto condujo a la ciudad de Nueva York a una era de amplio crecimiento con un récord de 450 000 nuevos puestos de trabajo creados en el sector privado en 8 años. Coincidiendo con este resurgimiento económico de la ciudad, el turismo también creció a niveles sin precedentes.
Un político clásico, Rudy Giuliani disfraza su carácter estricto bajo una perenne sonrisa. Siempre vestido de riguroso traje oscuro, se convirtió en una figura carismática y poderosa en Nueva York. Sus éxitos en la alcaldía le animaron a presentarse al Senado en el año 2000, pero problemas de salud —le fue diagnosticado un cáncer de próstata del que se recuperó— cortaron sus aspiraciones.
Gracias a que finalmente decidió renunciar a presentarse al Senado, pudo representar un año después el papel de su vida. La gestión de la crisis nacional surgida a partir de los ataques terroristas del 11 de septiembre de 2001 fue la culminación de su trayectoria como alcalde. Rápido en las decisiones, estricto en las medidas y, sobre todo, efectivo ante el mayor atentado de la historia, Giuliani se ganó el apelativo de héroe.

### El «Alcalde de Estados Unidos»
En su declaración pública, Giuliani reflejó el sentir de todos los neoyorquinos después del ataque del 11 de septiembre: conmoción, tristeza, rabia, resolución para reconstruir, y el deseo de que se haga justicia a aquellos quienes fueron responsables. «Mañana Nueva York va a estar aquí», dijo: «Y vamos a reconstruir, y vamos a ser más fuertes de lo que fuimos antes... quiero que la gente de Nueva York sea un ejemplo para el resto del país, y el resto del mundo, demostrando que el terrorismo no puede detenernos». Giuliani fue elogiado por su cercanía y por verse envuelto en todos los esfuerzos de recuperación y rescate. 
Como fan público de los New York Yankees, quienes ganaron cuatro Campeonatos de la Serie Mundial durante su tiempo como alcalde, Giuliani era frecuentemente visto en los juegos de los Yankees, usualmente acompañado por su hijo. El 21 de septiembre de 2001, en el que fue el primer juego en la Ciudad de Nueva York después del ataque, entre los New York Mets y los Atlanta Braves. A pesar de ser un seguidor de los Yankees, el público lo aclamó por su liderazgo en los días precedentes.

### Personaje del Año de la Revista Time

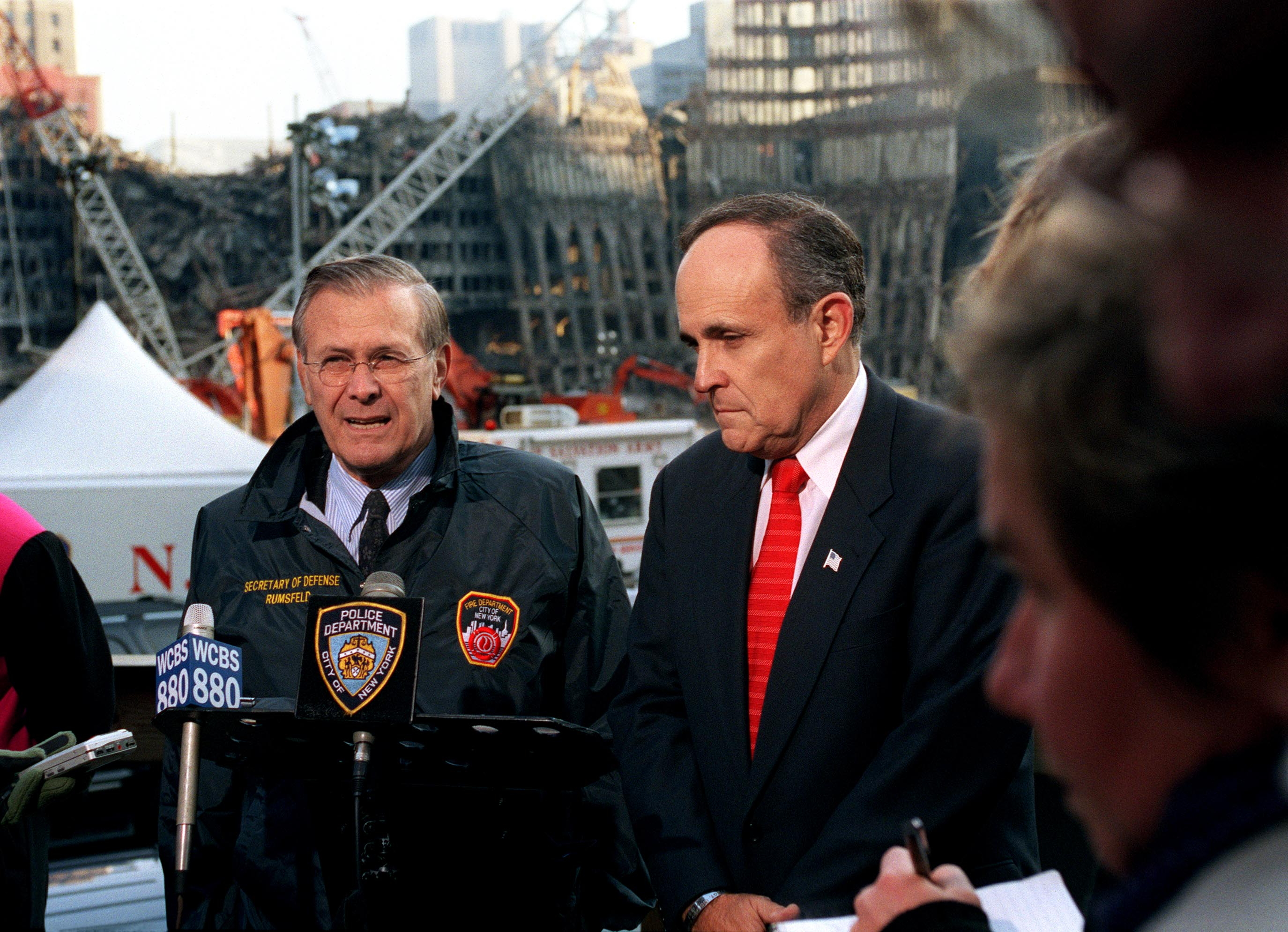
Donald Rumsfeld y Rudy Giuliani en el sitio de las Torres Gemelas (World Trade Center), el 14 de noviembre de 2001.

En 2001, la revista Time nombró a Giuliani Persona del Año. Time mencionó que antes del 11 de septiembre, la imagen pública de Giuliani había sido la de un hombre rígido, con ambiciones políticas. Después del 11 de septiembre, y a lo mejor debido también a su lucha contra el cáncer, su imagen pública fue reformada como la de un hombre capaz de unir a una ciudad en una de sus mayores crisis.
El historiador Vincent J. Cannato concluyó en septiembre de 2006: «Con el tiempo, el legado de Giuliani se basará en mucho más que solo el 11 de septiembre. Él dejó a una ciudad inconmensurablemente mejor —más segura, prospera y con mayor confianza en sí misma— que la que había recibido ocho años antes, incluso con las ruinas del World Trade Center en su corazón. Los debates respecto a sus logros continuarán, pero su importancia como alcalde es difícil de negar».

## Campaña presidencial de 2008
El 14 de febrero de 2007 afirmó en el programa Larry King Live, «Sí, estoy compitiendo». Las primeras encuestas sobre los posibles candidatos presidenciales mostraron a Guiliani con el mayor nivel de apoyo y reconocimiento de nombre. Una reciente encuesta de Gallup encontró a Giuliani como el candidato más «aceptable» para los Republicanos, con un 73 % de apoyo y un 25 % declarándolo como un candidato «inaceptable». Según esta encuesta lidera a Condoleezza Rice (68 %- 29 %) y a John McCain (55 - 41 %). La misma encuesta también consideró a Guiliani liderando el cupo Republicano con un 29 % de apoyo, mostrando a John McCain con un 24 %, Newt Gingrich con 8 %, y tanto a Mitt Romney como a Bill Frist con un 6 %.

## Pensamiento político

### Aborto
En febrero de 2007 dio una entrevista a Sean Hannity, en la que Giuliani dijo:, «Odio [el aborto]... Sin embargo, creo en el derecho de la mujer a decidir». También dijo en cuanto a Roe v. Wade, «Eso lo debe decidir la Corte».

## Premios y galardones
- Por su liderazgo durante y después del 11 de septiembre, fue nombrado caballero comendador de honor de la Orden del Imperio Británico por Su Majestad la Reina Isabel II el 13 de febrero de 2002.[46]
- En 2002, la Diócesis Episcopal de Nueva York le otorgó el Premio Fiorello LaGuardia por su servicio público, valor y liderazgo en tiempos de crisis global.[47]
- En 2004, se inició la construcción del Rudolph W. Giuliani Trauma Center en «St. Vincent's Hospital» en Nueva York.[48]
- En 2005, recibió un grado honorario del Colegio «Loyola College in Maryland».[49]
- En 2006, Rudy y Judith Giuliani fueron honrados por la American Heart Association en su premiación anual a beneficio, «Heart of the Hamptons», en Water Mill.[50]

## Historial electoral
- 1997 carrera para Alcalde (Ciudad de Nueva York)
  - Rudy Giuliani (R) (inc.), 59 %
  - Ruth Messinger (D), 41 %

- 1993 carrera para Alcalde (Ciudad de Nueva York)
  - Rudy Giuliani (R), 49 %
  - David Dinkins (D) (inc.), 46 %

- 1989 carrera para Alcalde (Ciudad de Nueva York)
  - David Dinkins (D), 51 %
  - Rudy Giuliani (R), 49 %

| Predecesor: David N. Dinkins | Alcalde de Nueva York 1 de enero de 1994 – 31 de diciembre de 2001 | Sucesor: Michael Bloomberg |